# Explosionskatastrophe von Mitholz

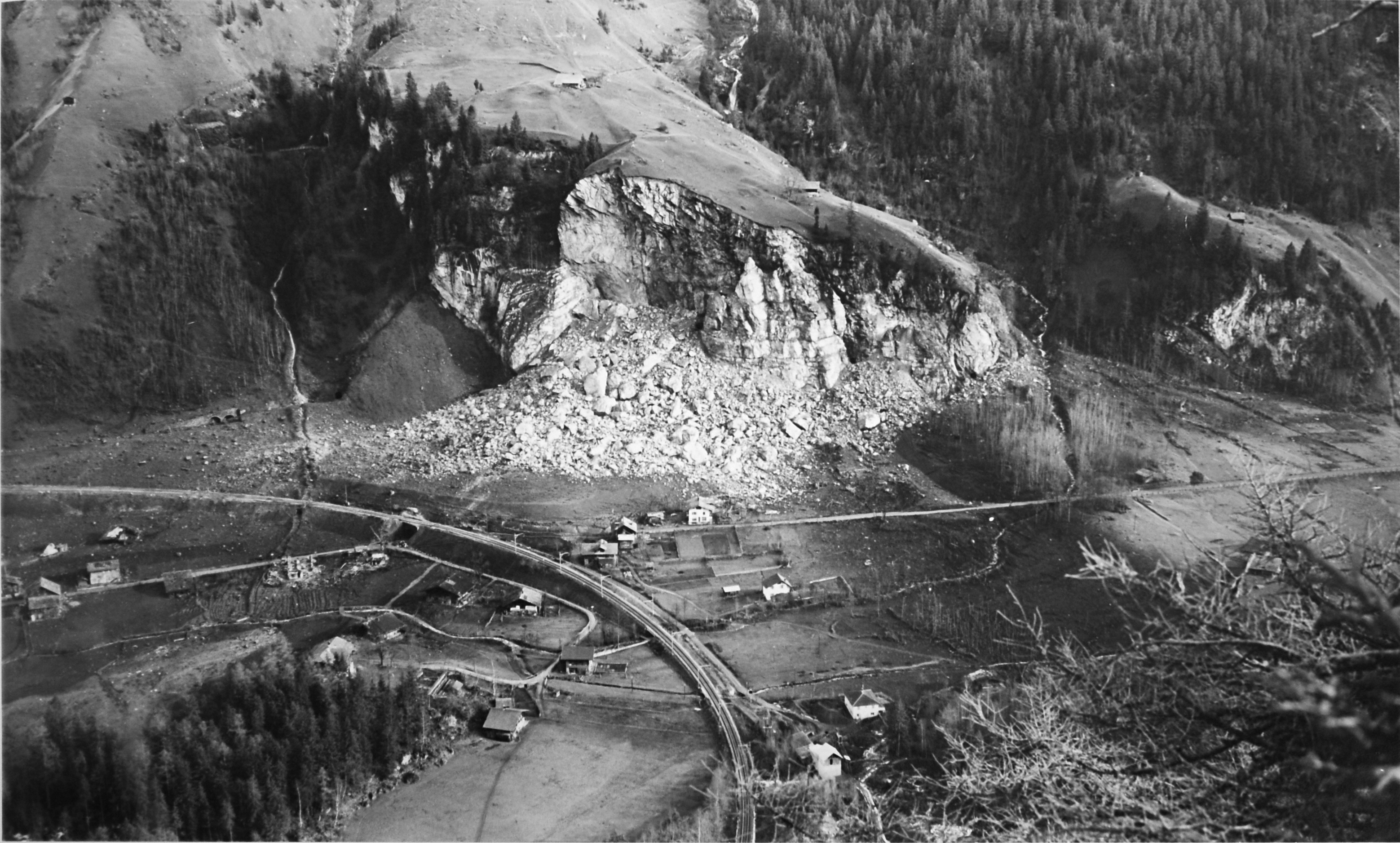
Die eingestürzte Fluh und das verwüstete Dorf Mitholz, Januar 1948

Die Explosionskatastrophe von Mitholz war eine Reihe schwerer Explosionen am 19. und 20. Dezember 1947 in einem Munitionslager der Schweizer Armee oberhalb von Mitholz in der Gemeinde Kandergrund in der Schweiz. Die Katastrophe war eine der grössten künstlichen Explosionen, die nicht durch Kernwaffen verursacht wurden.

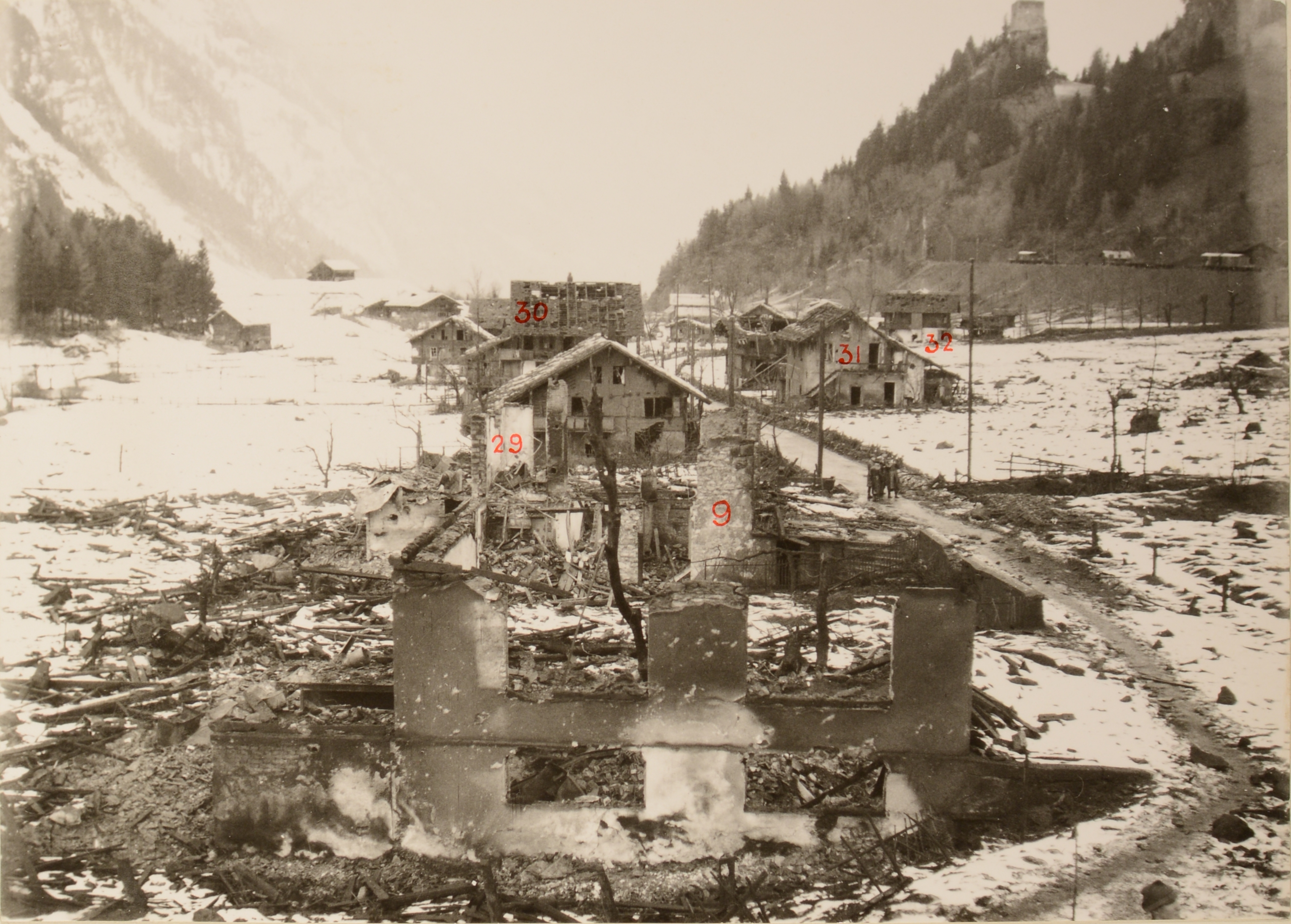
Der zerstörte Dorfkern

Neun Menschen kamen bei den Explosionen ums Leben, sieben weitere wurden verletzt. Grosse Teile des in unmittelbarer Nähe gelegenen Dorfes Mitholz wurden verwüstet, mehrere Wohnhäuser und die Station Blausee-Mitholz der Lötschbergbahn zerstört.
Anschliessend wurde die Anlage teilweise neu aufgebaut und als Lager und Truppenunterkunft verwendet. 2018 stellten die Behörden jedoch fest, dass von den in der Anlage verbliebenen Munitionsresten weiterhin eine Explosionsgefahr ausgeht. Das Munitionslager soll daher voraussichtlich ab 2032 vollständig geräumt werden. Dies soll rund 2,5 Milliarden Franken kosten und eine teilweise Evakuation von Mitholz von über zehn Jahren nach sich ziehen.

## Ausgangslage

Plan des Munitionslagers

Die Bäuert Blausee-Mitholz liegt auf 962 m ü. M. in einer engen, von steilen Felsen umgebenen Talsohle im Kandertal im Berner Oberland. Die Ortschaft wird von der Staatsstrasse Frutigen–Kandersteg durchquert und von der Lötschberg-Bergstrecke in einer grossen Schleife umfahren. Am 19. Dezember 1947 waren in Blausee-Mitholz 227 Personen anwesend.

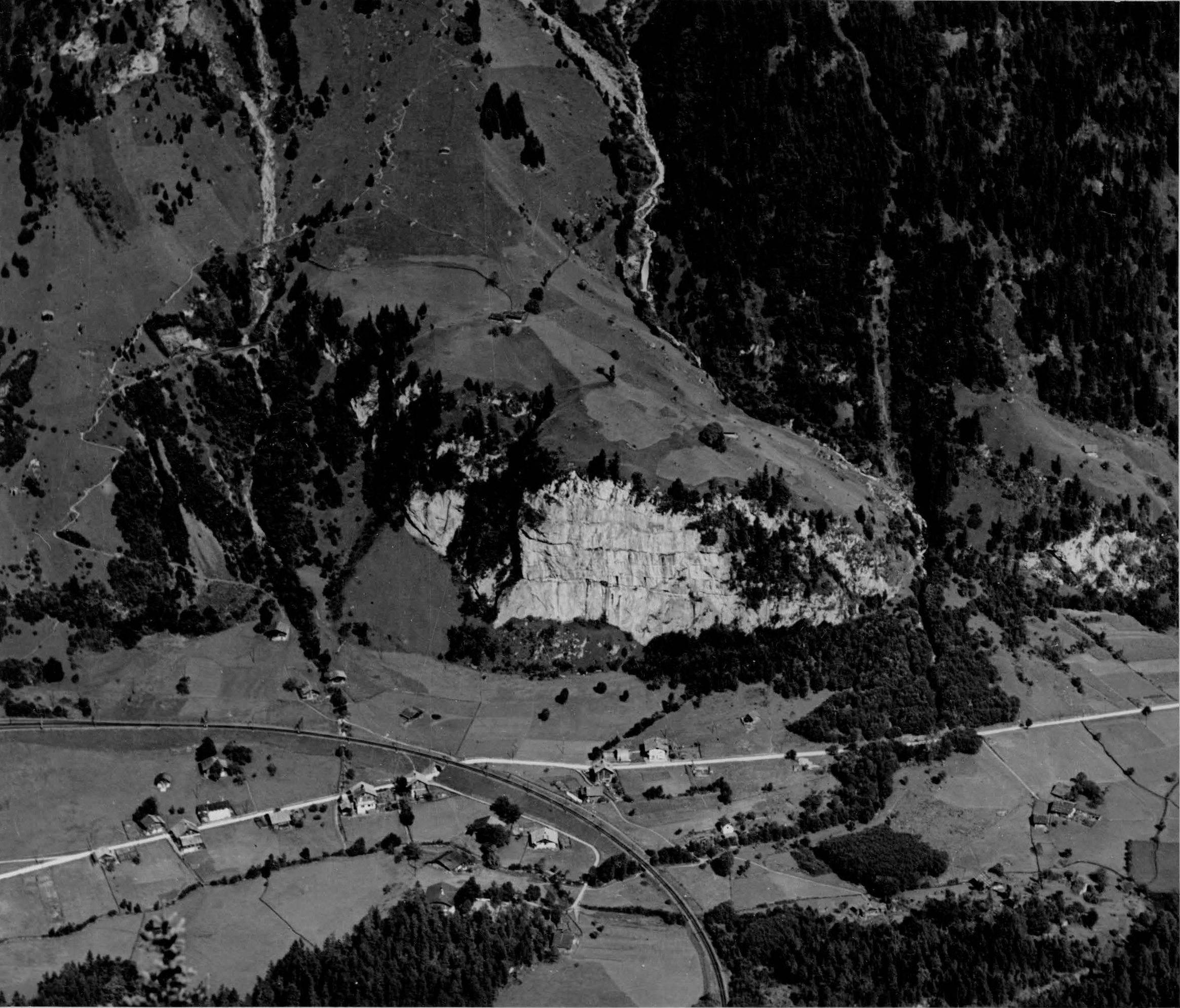
Die Fluh vor dem Bau des Lagers, um 1930

Am 1. Oktober 1940 gab die Direktion der Eidgenössischen Bauten ein Projekt für ein unterirdisches Munitionslager im Kandertal in Auftrag. Nach diversen geologischen Gutachten wurde als Standort die Fluh in Mitholz ausgewählt, ein auffälliger Felskopf mit einer praktisch senkrechten Wand von etwa 200 m Länge und 50–100 m Höhe.
Ursprünglich waren sechs Munitionskammern von je 100 m Länge und 8,5 m Breite vorgesehen, aber kurz nach Baubeginn 1941 erteilte die Kriegsmaterialverwaltung den Auftrag, diese auf 150 m zu verlängern. Die Kammern mündeten auf einer Seite in einen Verladetunnel, in dem ein Gleisanschluss an die nahe gelegene Station Blausee-Mitholz der BLS bestand. Der Verladetunnel war ausserdem durch zwei Tore für Lastwagen befahrbar. Am hinteren Ende waren die Munitionskammern durch einen Stollen untereinander verbunden. In einem Maschinenraum befand sich eine Notstromanlage mit Dieselgeneratoren, die bei Strommangel zeitweise auch das Netz der BKW versorgte. Ausserhalb der unterirdischen Anlage befanden sich ein Wärterhaus und weitere Gebäude. Das Munitionsdepot wurde 1944 provisorisch abgenommen und an die Kriegsmaterialverwaltung übergeben, 1945 war das Projekt abgeschlossen.
Zum Zeitpunkt des Unglücks befanden sich etwa 7000 Tonnen gemischter Munition im Lager, das damals als eine der modernsten solcher Anlagen in der Schweiz galt.
Explosion eines Munitionslagers im Fort Dailly
Am 28. Mai 1946 explodierten in der Festung Dailly bei Saint-Maurice 449 Tonnen Munition, wodurch zehn Arbeiter ums Leben kamen und grosse Teile der Festung zerstört wurden. Dieses Unglück, welches das erste dieser Art in der Schweiz war, stellte die Sicherheit der bis dahin gebauten grossen, zentralisierten Munitionslager in Frage. Als Folge davon wurde eine Subkommission für Munitionseinlagerung gebildet, die den Auftrag hatte, die Sicherheit der Munitionslager zu untersuchen und Massnahmen zu deren Verbesserung auszuarbeiten.
Zum Zeitpunkt der Explosion in Mitholz war die Arbeit der Subkommission noch nicht abgeschlossen, und die Massnahmen, die bis dahin beschlossen wurden, waren erst teilweise umgesetzt. Auch im Depot von Mitholz arbeiteten noch am Tag vor dem Unglück Zeughausarbeiter daran, bei Geschossen die Zünder abzuschrauben und separat einzulagern.

## Ablauf des Unglücks

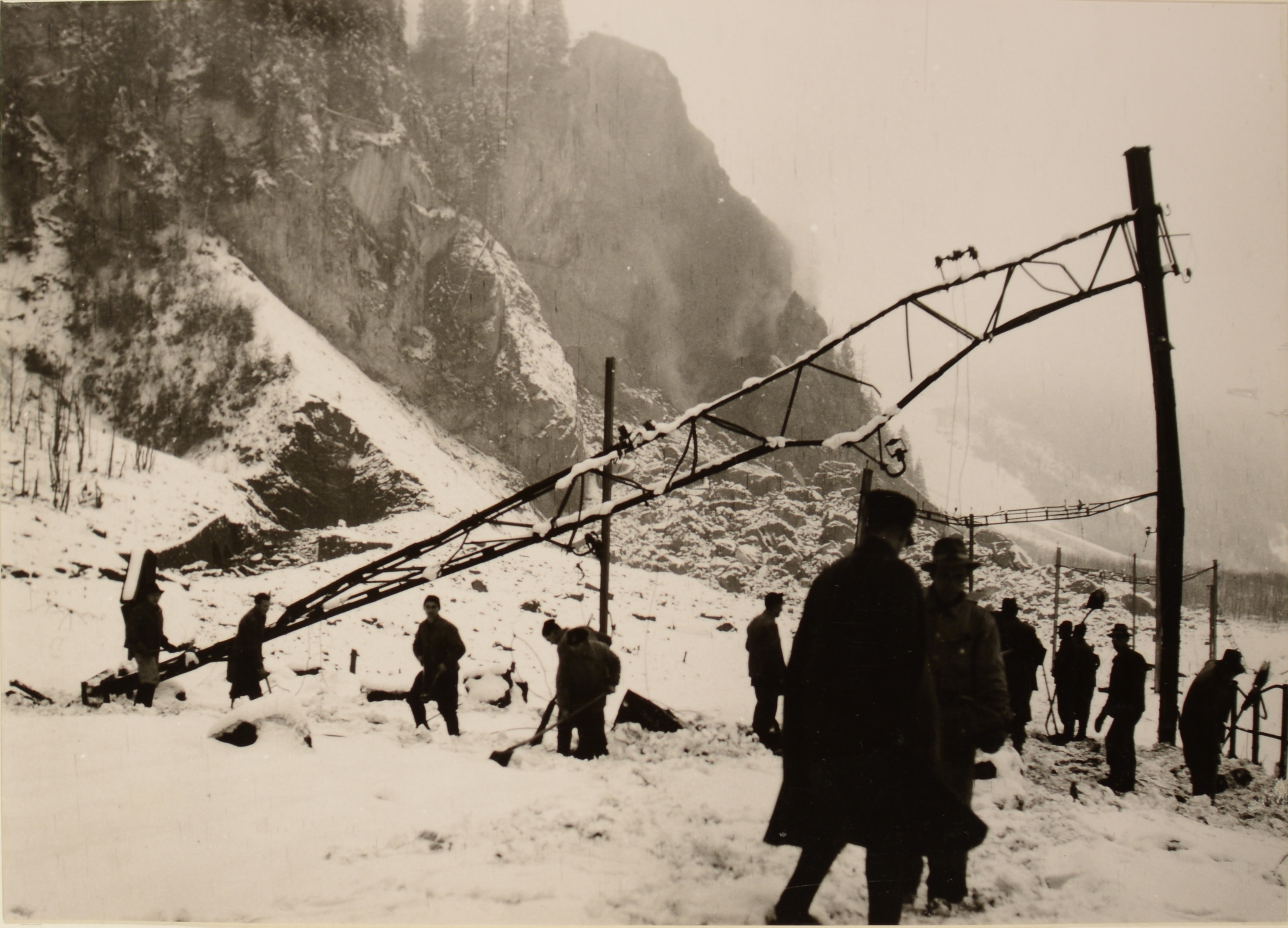
Beschädigte Infrastruktur im Bahnhof Mitholz, aus den Trümmern des Munitionslagers treten immer noch Rauchschwaden aus

Am 19. Dezember 1947 gegen 23 Uhr wurden Lichtblitze und Flammen beobachtet, die aus dem Zufahrtsstollen drangen. Kurze Zeit später wurden Anwohner von lauten Geräuschen geweckt, die an den Niedergang von Lawinen erinnerten. Um 23:30 Uhr ereignete sich dann eine erste grosse Explosion, bei der bis zu 30 m hohe Stichflammen aus allen Zugängen schossen. Das nördliche Panzertor wurde abgesprengt und zertrümmerte das Stationsgebäude.
Fünf Minuten später kam es zu einer zweiten, stärkeren Detonation, die 115 km entfernt vom Schweizerischen Erdbebendienst in Zürich registriert wurde. Ausgeworfene Munition und Trümmer zerstörten dabei mehrere Gebäude. Zehn Minuten nach Mitternacht kam es zur dritten und heftigsten Explosion, begleitet von 150 m hohen Stichflammen. Die Felswand, in der sich das Munitionsdepot befand, stürzte ein, wobei sich etwa 250 000 m³ Gestein lösten. Tonnenschwere Felsbrocken wurden zum Teil hunderte von Metern weit weggeschleudert, eine Fliegerbombe legte gar eine Strecke von zwei Kilometern zurück. In weitem Umkreis wurden Trümmer, Splitter und teils brennende Munitionsreste verteilt.
In der Nacht und am folgenden Tag kam es immer wieder zu vereinzelten Detonationen und Bränden. Noch am 28. Dezember wurden kleinere Explosionen beobachtet. Etwa 3000 der 7000 Tonnen eingelagerter Munition explodierten oder verbrannten. Die Bewohner von Mitholz flohen zum Teil nur in Unterwäsche und Mantel bekleidet aus ihren Häusern. Einige suchten in einem Eisenbahntunnel Zuflucht. Die Feuerwehr sammelte die flüchtenden Personen ein und brachte sie in Gasthöfen unter.

## Ursache

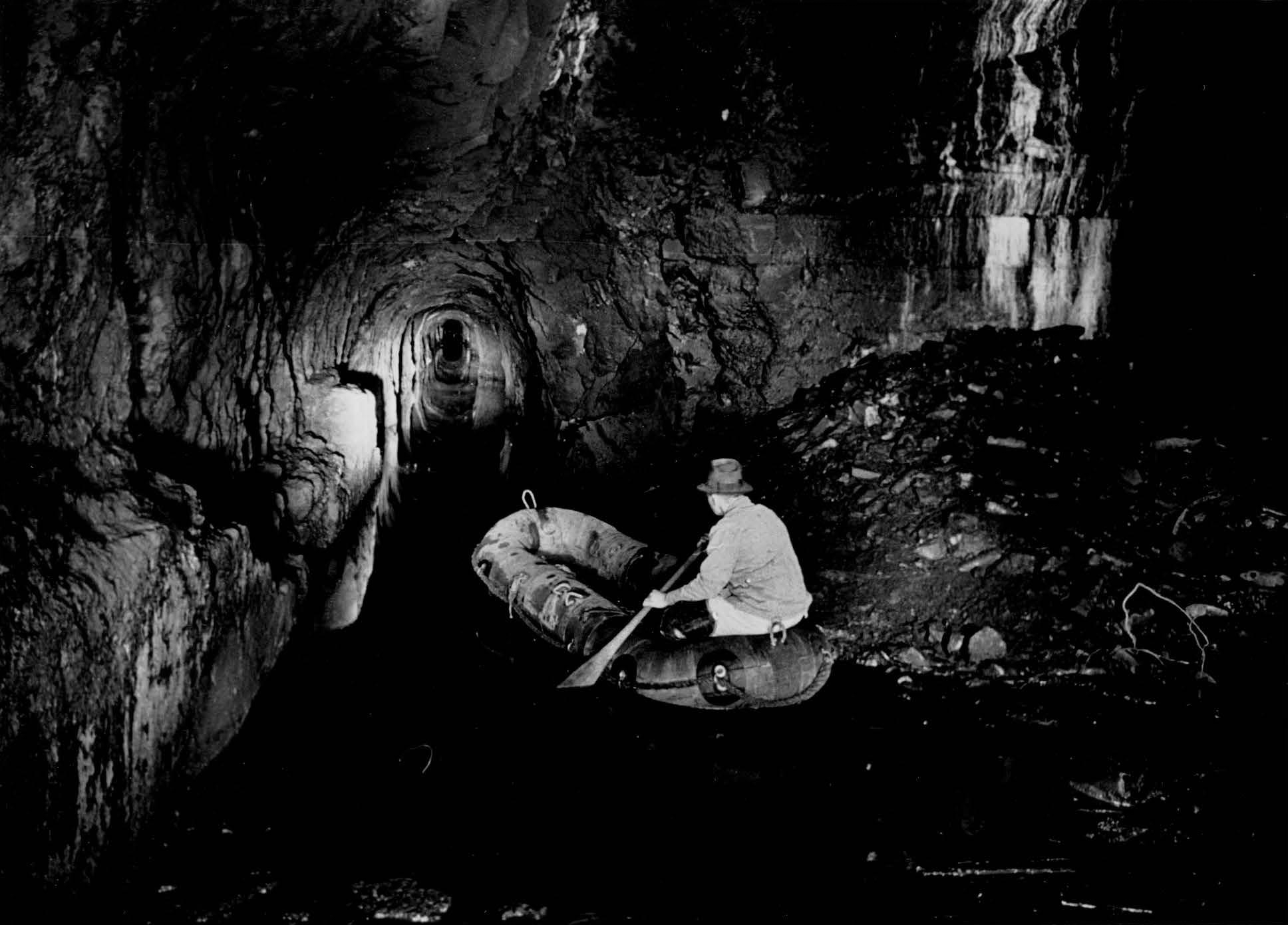
Erkundung des gefluteten hinteren Verbindungsgangs

Die Ursache der Explosion ist nicht genau geklärt. Es wird davon ausgegangen, dass eine chemische Reaktion in einem Zünder zu einer Selbstauslösung führte, was eine Kettenreaktion auslöste. Die Entstehung einer hochexplosiven Kupfer-Stickstoffverbindung, die schon durch leichte Reibung oder Erschütterung begünstigt wird, wurde dabei im Bericht der Untersuchungskommission als wahrscheinlichste Ursache angenommen.

## Folgen

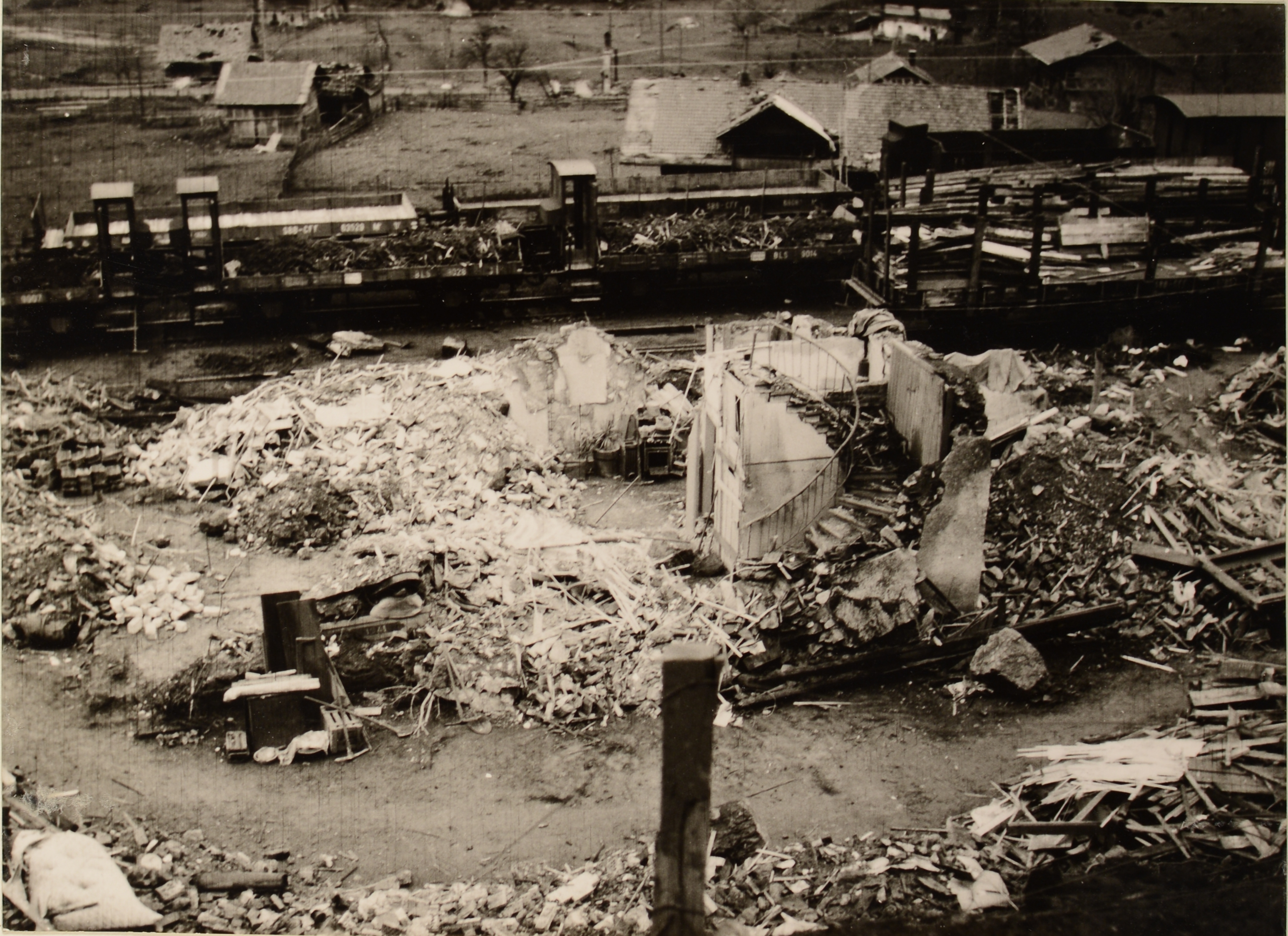
Das vollständig zerstörte Stationsgebäude Blausee-Mitholz

Neun Menschen kamen ums Leben, darunter mindestens drei Kinder.

### Sachschaden
Über 40 Häuser wurden beschädigt, davon mussten 20 neu aufgebaut werden. Schätzungen zufolge betrug der gesamte Schaden rund 100 Millionen Franken, was heute 490 Millionen Franken entspricht. Die Lötschberg-Bergstrecke war bis zum 28. Dezember gesperrt. Die Eisenbahnbrücke über die Kantonsstrasse wurde zerstört, das Stationsgebäude und die Gleisanlagen von Blausee-Mitholz wurden von Schutt bedeckt, wobei der Stationsvorstand und dessen Sohn ums Leben kamen. Die Aufräumarbeiten gestalteten sich schwierig, weil im ganzen Tal scharfe Munition verstreut lag und von Schnee bedeckt wurde.
Die Bewohner der zerstörten Häuser kamen bei Verwandten oder in notdürftigen Baracken unter. Der Wiederaufbau von Mitholz wurde daher schon bald unter grossem Zeitdruck in Angriff genommen. Unter Beratung durch den Berner Heimatschutz bauten Zimmerleute aus dem Frutigtal zwanzig Häuser in der für das Tal typischen Holzbauweise neu auf. Ende 1948 waren schon 13 der neu gebauten Häuser bewohnt.  Viele der Häuser in Mitholz tragen Haussprüche, die an das Unglück erinnern.

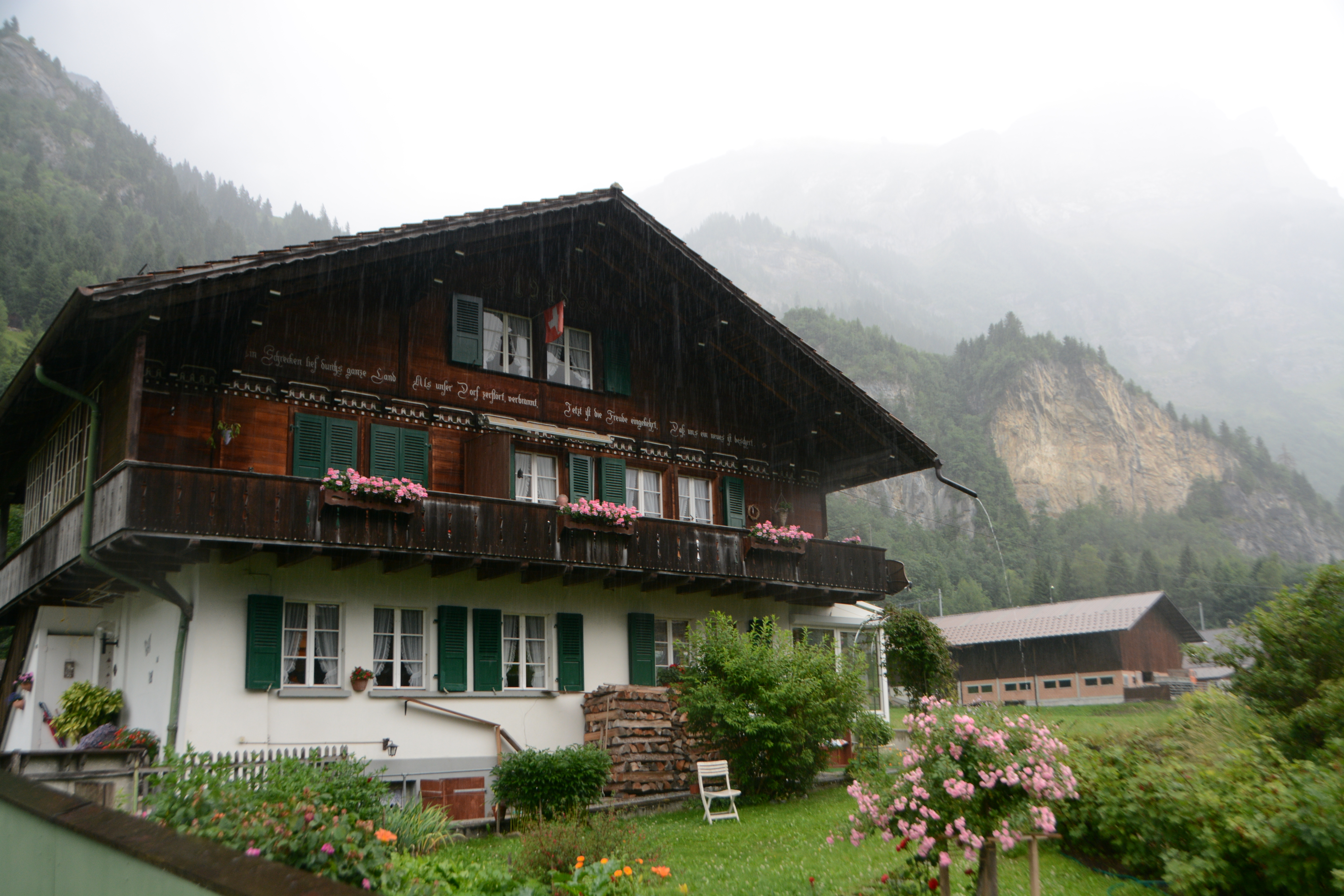
1948 neu aufgebautes Wohnhaus mit Hausspruch, der an die Katastrophe erinnert

„Ein Schrecken lief durchs ganze Land

Als unser Dorf zerstört, verbrannt

Nun ist die Freude eingekehrt

Da uns ein Neues ist beschert“

### Reaktion
Am Tag nach der Katastrophe veröffentlichte der Tages-Anzeiger einen Bericht, der zu Hilfeleistungen für die betroffene Bevölkerung aufrief. In den folgenden Tagen traf eine grosse Menge von Paketen mit Kleidern, Schuhen und anderen Hilfsgütern ein. Weiter wurden mindestens Fr. 120'000 gespendet, davon waren Fr. 80'000 von der Glückskette gesammelt worden. Unter anderem besuchten Henri Guisan und Bundesrat Karl Kobelt die Unfallstelle.

### Weitere Folgen

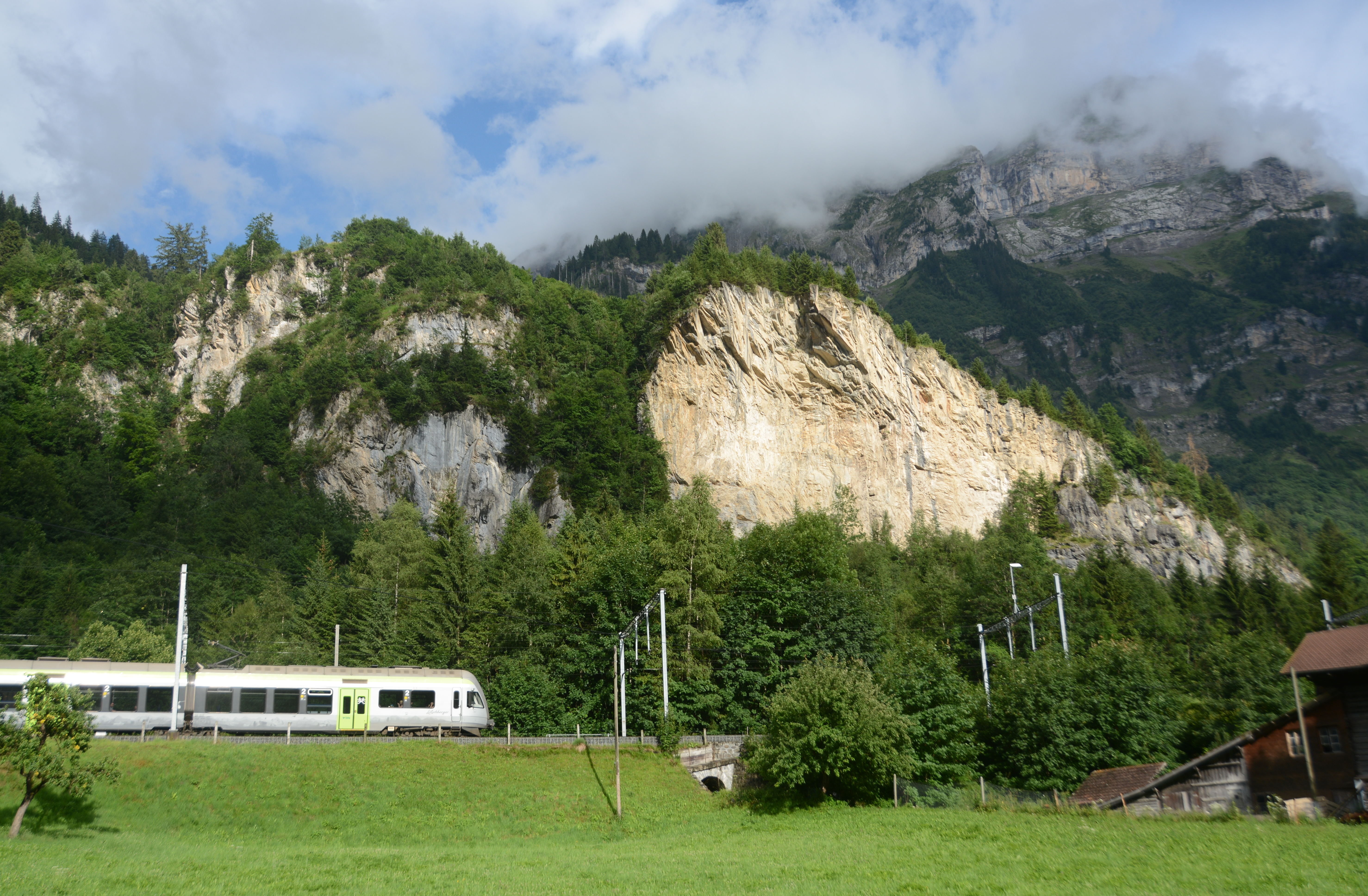
Bei der Explosion brach ein grosser Teil der über 100 m hohen Fluh ein, was immer noch deutlich sichtbar ist

Nach der Katastrophe gab die Schweizerische Rückversicherungs-Gesellschaft bekannt, dass die Schweizer Versicherungsgesellschaften nicht mehr in der Lage seien, im Rahmen der sogenannten Bundespolice die schweizerischen Munitionslager zu versichern. Um den Gefahren durch überalterte Munitionsbestände zu begegnen, beschloss der Bundesrat am 16. März 1948, dass 2500 Tonnen Artilleriemunition im Thuner-, Brienzer- und Vierwaldstättersee zu versenken seien. Zusätzlich wurden ca. 1500 Tonnen von Rückständen aus Mitholz im Thunersee versenkt. Die Unglücke von Dailly und Mitholz führten dazu, dass die Entsorgung alter Munition unter grossem Druck aus der Öffentlichkeit geschah. Es wurde daher nach einer schnellen und sicheren Lösung verlangt, hingegen vernachlässigte man ökologische Bedenken, und die Entsorgungsaktionen wurden nur ungenau dokumentiert.

## Die Anlage nach 1947

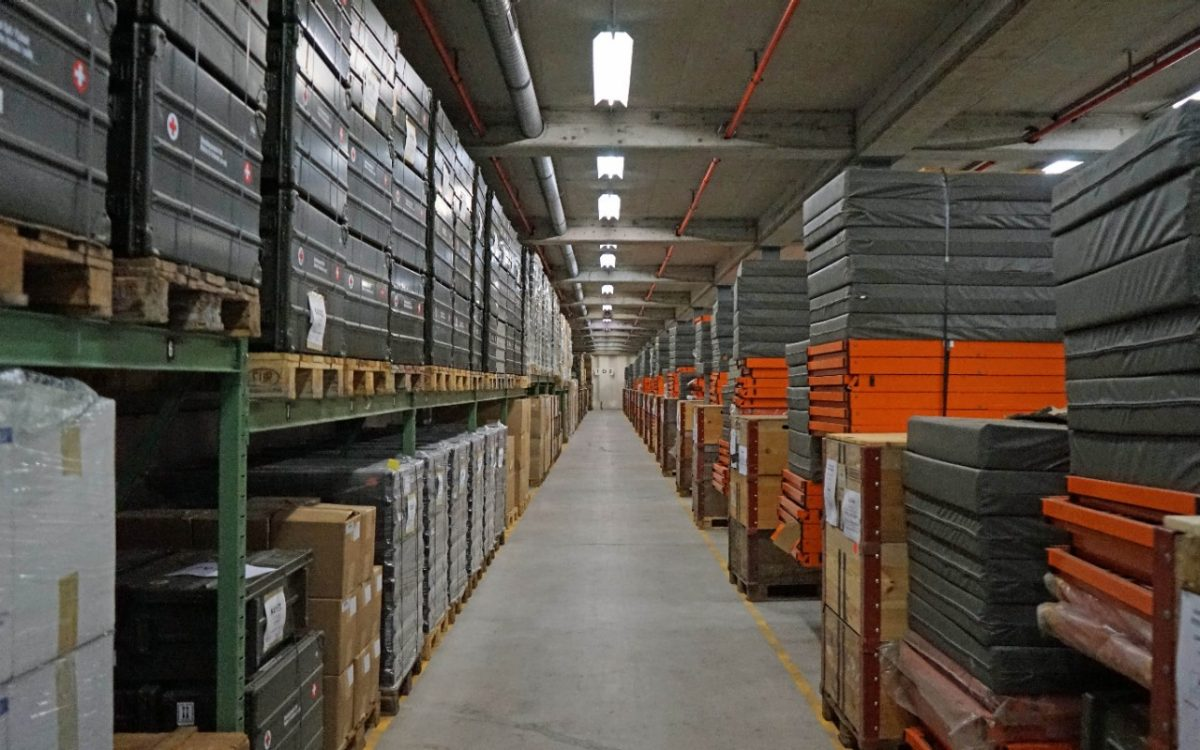
Lager für Sanitätsmaterial der Armeeapotheke in Mitholz

### Wiederaufbau und Nutzung als Lager
Schon im Sommer 1948 begann die Direktion der Eidgenössischen Bauten mit Studien und Vorarbeiten zum Wiederaufbau der Anlage in Mitholz. Die weitere Einlagerung von Munition kam nicht in Frage, stattdessen sah das Projekt ein unterirdisches Materiallager vor, dessen Lagerräume auch anderen Abteilungen der Armee zur Verfügung gestellt würden.
Im Herbst 1953 begannen die Bauarbeiten, bei denen unter anderem ein neuer Zufahrtsstollen erstellt wurde, der alle sechs Kammern durchkreuzt und in der Mitte aufteilt. In den folgenden Jahren änderte die Eidgenössische Kriegsmaterialverwaltung die Anforderungen an die neue Anlage mehrmals, bis 1958 die Bauarbeiten provisorisch eingestellt wurden.
Der Bund gewährte schliesslich im Jahr 1961 einen Kredit von 23 Millionen Franken für den Bau eines grossen unterirdischen Spitals mit angegliederter Spital- und Kriegsapotheke, welches auch schwere chirurgische Fälle aufnehmen sollte. 1962 wurde mit dem Bau begonnen. Im Lauf der Bauarbeiten erwies sich jedoch das Projekt eines grossen, zentralen Militärspitals als überholt. Aus diesem Grund beschloss der Bundesrat 1971, die Bauarbeiten abermals einzustellen.
Die Stollen wurden danach von der Armeeapotheke als Aussenlager mit Fabrikationsbetrieb genutzt und erhielten eine Truppenunterkunft für 100 Personen.

### Neue Risikobeurteilung 2018

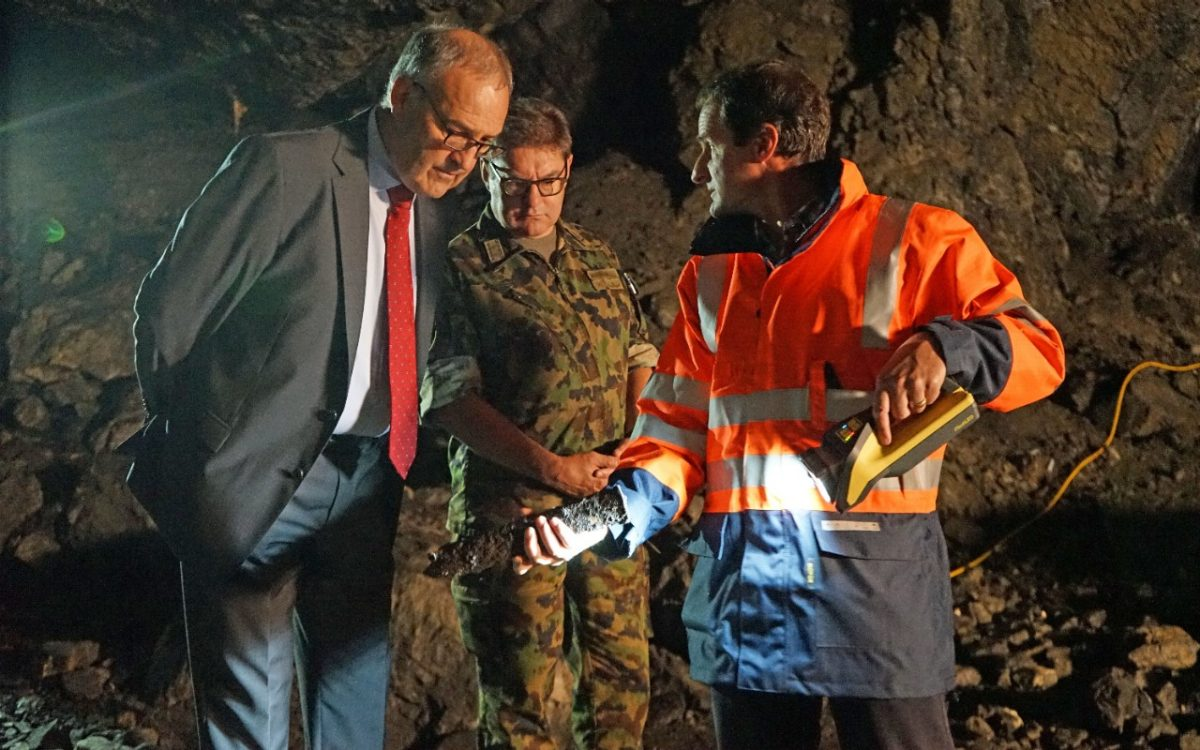
Bundesrat Guy Parmelin besichtigt mit Melchior Stoller die Anlage, Juni 2018

Im Rahmen von Planungen für ein neues Rechenzentrum mit dem Namen «Kastro II» gab das VBS Ende 2017 eine neue Risikobeurteilung zu den verbleibenden Munitionsresten in Mitholz in Auftrag. Der Bundesrat informierte am 28. Juni 2018 über die vorläufigen Ergebnisse. Anders als bei früheren Untersuchungen in den Jahren 1948 und 1986 stellte die beauftragte Expertengruppe fest, dass von der Anlage noch immer ein unzulässig hohes Risiko ausgehe.
Nach ihren Schätzungen befinden sich in den eingestürzten Anlageteilen und im Schuttkegel davor noch rund 3500 Tonnen Munition mit mehreren hundert Tonnen Sprengstoff. Teile der Munition konzentrieren sich in grösseren Ansammlungen, was zu Stellen mit grosser Sprengstoffdichte führt. Durch Einflüsse wie Felsstürze, Blitzeinschläge, Sabotage oder Selbstentzündung der Munition könne es weiterhin zu Explosionen kommen. Die Wahrscheinlichkeit einer kleineren Explosion mit einer Tonne TNT-Äquivalent liege demnach bei einem Ereignis alle 300 Jahre, jene einer grösseren mit 10 Tonnen bei einem alle 3000 Jahre.
Da diese Risiken die zulässigen Grenzwerte zum Teil massiv überschreiten, liess das VBS die Truppenunterkunft umgehend räumen. Auch das Lager der Armeeapotheke, welches ohnehin bis Ende 2019 planmässig ausser Betrieb genommen worden wäre, wurde frühzeitig stillgelegt.  Für die Bevölkerung von Mitholz wurden Sofortmassnahmen wie etwa eine Evakuierung oder die Sperrung von Strasse und Bahnlinie nicht als nötig erachtet. Auf die Pläne für das neue Rechenzentrum wurde ebenfalls verzichtet, was wegen des dafür nötigen Baus eines neuen Bunkers Mehrkosten von 250 Millionen Franken auslöste.
Die Bundesbehörden bildeten eine Arbeitsgruppe, welche die Situation genauer untersuchen und Massnahmen zur Eindämmung des Risikos ausarbeiten sollte. Im September 2019 veröffentlichte sie einen Bericht. In der Anlage wurden im Juni 2019 zur Überwachung 62 Sensoren und Wärmebildkameras installiert. Für den Fall erneuter Explosionen empfahl ein Evakuierungskonzept der Bevölkerung der Gemeinde Kandergrund die Einrichtung von Schutzkellern.
Die Anlage Mitholz wurde am 25. Juni 2018 aus dem Verzeichnis der militärischen Anlagen gestrichen und unterliegt seither nicht mehr der Geheimhaltung.
Im März 2021 wurde öffentlich bekannt, dass bereits 2018 Spuren von Trinitrotoluol (TNT) aus dem Munitionslager im Stegenbach, der Kander, dem Thunersee und im Grundwasser nachgewiesen wurden. Wegen den geringen Konzentrationen verzichtete das VBS darauf, die Öffentlichkeit darüber zu informieren.

### Geplante Räumung der Anlage und Evakuation der Ortschaft
Am 25. Februar 2020 gab das VBS bekannt, dass der Bund und der Kanton Bern die vollständige Räumung der Munitionsrückstände im ehemaligen Munitionslager beabsichtigen. Die Räumarbeiten sollen nach umfangreichen Vorarbeiten ab 2031 beginnen. Die geschätzten Kosten betragen über eine Milliarde Franken. Dem Parlament soll ein Kredit von 2,5 Milliarden Franken vorgelegt werden.
Ursprünglich war vorgesehen, dass die ganze Bevölkerung von Mitholz, rund 50 Haushalte mit 170 Personen, während der Räumung für voraussichtlich zehn Jahre woanders wohnen muss. Im März 2022 gab das VBS bekannt, dass nur 51 Personen umziehen müssen, 87 anderen Personen wird der Umzug freigestellt. Erste Häuser sollen ab 2025 geräumt werden. Unter anderem wegen länger dauernden Schadstoffuntersuchungen wurde die Evakuation später teilweise um bis zu einem Jahr verschoben. Dadurch sollen auch die Räumungsarbeiten erst ab 2032 stattfinden und voraussichtlich bis 2040 dauern. Im April 2024 hat der Gemeinderat der Stadt Bern entschieden, den Boden des Landwirtschaftsbetriebs Kühlewil in Englisberg zu verkaufen, damit er als Realersatz für eine von der Umsiedlung betroffene Landwirtschaftsfamilie dienen kann.
Ein am 25. August 2021 veröffentlichtes Gutachten der ETH Zürich kam zu dem Schluss, dass die Evakuierung der Bevölkerung unausweichlich sei. Die Sicherheit der Bevölkerung sei bei einem Konzept der Verkapselung der Munitionsrückstände, das Tiefbauexperten ins Spiel gebracht hatten, nicht gewährleistet.

## Ähnliche Ereignisse
Neben dem Unglück in Mitholz gab es nach dem Zweiten Weltkrieg in der Schweiz eine Reihe von Unfällen in Munitionslagern. Im Fort Dailly starben 1946 bei einer Explosion zehn Arbeiter. (siehe auch Explosionsunglück in der Festung Dailly)
Bei kleineren Zwischenfällen in Ruis in Graubünden und in der Innerschweiz kamen keine Personen zu Schaden.
In Göschenen brannte 1948 ein Munitionsmagazin.
Am Sustenpass detonierten am 2. November 1992 in einer Anlage zur Munitionsvernichtung beim Steingletscher 225 bis 840 t Munition sowie 279 Feststoffbooster von Bristol-Bloodhound-Flugabwehrraketen. Dabei kamen sechs Menschen ums Leben. (siehe auch Explosionsunglück am Steingletscher)

## Film und Ausstellung
- Mitholz – Die explosiven Hinterlassenschaften der Armee. SRF.ch, 20. November 2022.
- Heimat – Auf Spurensuche in Mitholz Alpines Museum, 19. November 2022.